# Сталь (журнал)
Сталь (журнал) —  международный научно-технический и производственный журнал по вопросам черной металлургии, основанный в июне 1931 года. Первыми его учредителями были Всесоюзное объединение «Сталь» (г. Харьков), в которое входили основные металлургические предприятия страны, и Всесоюзный трест «Трубосталь». С 1941 года являлся органом Наркомата Черной металлургии, а затем министерства черной металлургии СССР. После распада СССР журнал издавал Международный союз металлургов. В состав редакции входили представители Казахстана и Белоруссии.

## Тематика журнала
- металлургическое оборудование,
- сталеплавильное производство,
- доменное производство,
- прокатное производство,
- металловедение и термическая обработка,
- экономика, управление и организация производства.

Входит в перечень Высшей аттестационной комиссии.

## Редакционная коллегия
- Сосковец О.Н.- главный редактор
- Рудской А.И.
- Протопопов Е.В.
- Баурова Н.И.
- Басин В.Б.
- Чичинев Н.А.
- Филиппов, Г.А
- Мазур В.Л.
- Рашников В.Ф.
- Смирнов Л.А.

В журнале работали Коробов П.И., Тулин Н.А.,Колпаков С.В.